# Galium capitatum
Galium capitatum là một loài thực vật có hoa trong họ Thiến thảo. Loài này được Bory & Chaub. mô tả khoa học đầu tiên năm 1838.